# Naturreservat Iški morost

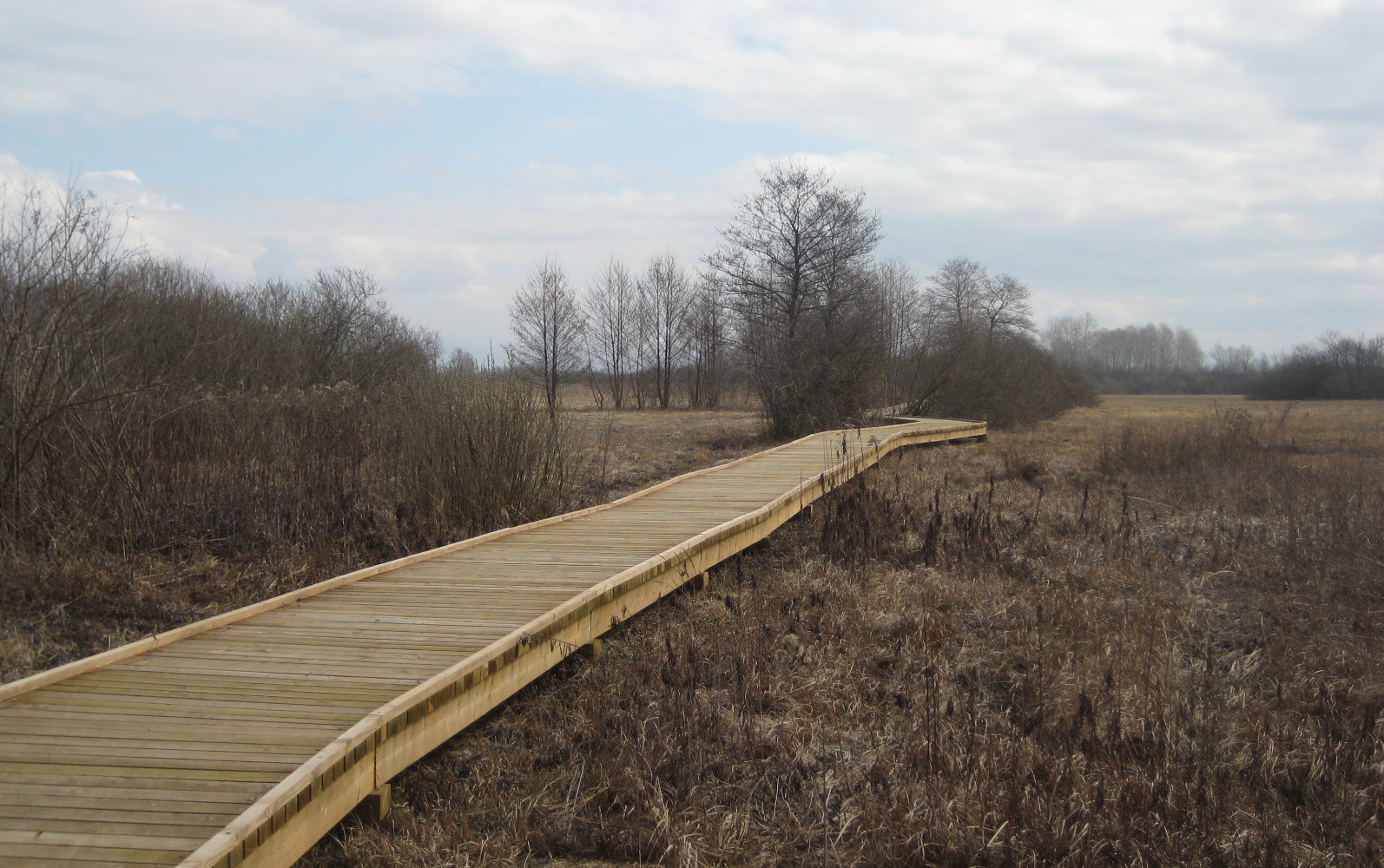
Der Wachtelkönig-Steg im Naturreservat Iški morost

Das Naturreservat Iški morost (slowenisch Naravni rezervat Iški morost, ‚Iška-Moor‘) ist ein Schutzgebiet nahe Ljubljana (Laibach) in Slowenien.

## Lage und Landschaft
Das Reservat befindet sich nur weniger Kilometer südwestlich von Ljubljana, zwischen Ljubljanica, Brest (bei Ig), Jezero und Podpeč (bei Brezovica), inmitten des Laibacher Moors (Ljubljansko barje). Es umfasst an der Iška – einem rechten Nebenfluss der Ljubljanica – 65 Hektar der umfangreichsten geschlossen erhaltenen Feuchtwiesen dieser für Zentralslowenien charakteristischen Landschaft.
Es wird in der IUCN-Kategorie Ia Strenges Naturreservat geführt, ist national aber nur als Naturreservat (slowenisch Naravni rezervat, RS) ausgewiesen.
Das Reservat wurde besonders auch für den Schutz des Wachtelkönigs (crex crex) eingerichtet, einer Tierart, die im Vogelschutz besondere Beachtung findet.
Seit 2004 wird es von der Društvo za opazovanje in proučevanje ptic Slovenije (Gesellschaft zur Beobachtung und Untersuchung von Vögeln Slowenien, DOPPS – BirdLife Slowenien) betreut, und im Rahmen des Projekts Vzpostavitev dolgoročnega varstva kosca Crex crex v Sloveniji (‚Aufbau des langfristigen Schutzes von Crex crex in Slowenien‘), einem LIFE-Projekt, aufgebaut. Das Reservat bildet in dem als Natura-2000-Gebiet nach Fauna-Flora-Habitat-Richtlinie wie auch der Vogelschutzrichtlinie ausgewiesenen Laibacher Moor, das sich insgesamt eher schlecht entwickelt, ein wichtiges Rückzugsgebiet.
Es herrscht strenges Zutrittsverbot. Von der Straße führt der 400 m Wachtelkönig-Pfad (Koščeva učna pod) zu einer Beobachtungsstation, und es gibt einen 2½ Kilometer langen Rundweg. Durch diese Lehrpfade ist das strenge Reservat auch für Besucher erfahrbar, es finden Führungen statt.